# Seghouane
Seghouane, anciennement Arthur durant la période d'occupation française, est une commune de la wilaya de Médéa en Algérie.

## Géographie
La commune est située dans le tell central algérien à 124 km au sud d'Alger, 48 km au sud-est de Médéa, à 28 km au sud-est de Berrouaghia et à 21 km au nord de Ksar el Boukhari.
|           | Zoubiria  |                |
| Moudjebar | Seghouane | Tlatet Eddouar |
|           | M'Fatha   |                |